# Situlaspis ruelliae
Situlaspis ruelliae är en insektsart som först beskrevs av Ferris 1921.  Situlaspis ruelliae ingår i släktet Situlaspis och familjen pansarsköldlöss. Inga underarter finns listade i Catalogue of Life.